# 11 (álbum de Ella es tan cargosa)
11 es el tercer álbum de la banda argentina Ella es tan cargosa. Fue producido por Germán Wiedemer.
El título se debe a que el CD contiene 11 canciones, y coincide con los 11 años de vida de la banda. Fue grabado, mezclado y masterizado en el año 2011 en los estudios del Abasto y Del Cielito.
En este álbum, Ella es tan cargosa contó con artistas invitados como Marcelo Muir, Luis Cardozo, Osky Righi, Cristian Borneo, El "Cóndor" Sbarbatti y Daniel Suárez, entre otros.

## Historia
«11» fue grabado, mezclado y masterizado en abril de 2011 en los estudios del Abasto y Del Cielito.   
El álbum fue producido por el pianista Germán Wiedemer (director de la banda de Andrés Calamaro y productor también de todos los discos anteriores de Ella es tan cargosa), con coproducción de Martín Pomares, guitarrista del grupo De Bueyes.
«11» cuenta con siete canciones nuevas, compuestas especialmente para este CD, y cuatro viejas canciones recuperadas del amplio repertorio de la banda. 
"Buscamos en el estudio, más que nunca, que el sonido crudo y roquero que caracteriza a la banda en vivo no se evaporara en las sesiones de grabación, algo que creíamos que era una deuda en los CD anteriores. Esta vez sentimos que lo conseguimos", indicó Italo "El Tano" Baccega, guitarrista de la banda y compositor de las mayorías de las músicas del grupo. 
El álbum fue presentado oficialmente el 11 de noviembre de 2011 (11/11/11) en el local porteño La Trastienda.

## Lista de canciones
| N.º   | Título                  | Letras          | Música          | Duración |  |
| 1.    | «La víctima»            | Rodrigo Manigot | Ildo Baccega    | 2:56     |  |
| 2.    | «A trasluz»             | Rodrigo Manigot | Rodrigo Manigot | 3:52     |  |
| 3.    | «Autorretrato»          | Rodrigo Manigot | Mariano Manigot | 3:17     |  |
| 4.    | «Pretensiones»          | Rodrigo Manigot | Ildo Baccega    | 4:28     |  |
| 5.    | «Siete acordes»         | Rodrigo Manigot | Ildo Baccega    | 4:03     |  |
| 6.    | «El último córner»      | Rodrigo Manigot | Ildo Baccega    | 3:37     |  |
| 7.    | «Tema tributo»          | Rodrigo Manigot | Ildo Baccega    | 3:31     |  |
| 8.    | «La mano del knock out» | Rodrigo Manigot | Ildo Baccega    | 3:28     |  |
| 9.    | «Una noche de aquellas» | Rodrigo Manigot | Ildo Baccega    | 2:59     |  |
| 10.   | «Fantasmas»             | Rodrigo Manigot | Ildo Baccega    | 3:49     |  |
| 11.   | «Últimos cartuchos»     | Rodrigo Manigot | Ildo Baccega    | 2:55     |  |
| 39:00 |                         |                 |                 |          |  |

## Sencillos
- «Pretensiones»
- «Autorretrato»
- «La mano del knock out»
- «A trasluz»
- «Siete acordes»

## Músicos

### Ella es tan cargosa
- Rodrigo Manigot - voz y coros.
- Mariano Manigot - voz en «Autorretrato» y «Siete acordes», guitarra y coros.
- Ildo Baccega - guitarras y coros.
- Pablo Rojas - batería y coros.
- Maximiliano Chercover - bajo y coros.[1]

### Invitados
- Germán Wiedemer - teclados en todos los temas.
- Martín Pomares - guitarras en todos los temas.
- Marcelo Muir - guitarra acústica en «Siete acordes», «La mano del knock out» y «Autorretrato», guitarra slide en «Siete acordes».
- Luis Cardozo - guitarra acústica en «Pretensiones» y «Siete acordes».
- Osky Righi - guitarra eléctrica en «A trasluz» y «Últimos cartuchos».
- Cristian Borneo - pandereta en todos los temas.
- Cóndor Sbarbati - coros.
- Dani Suárez - coros.
- Coty Manigot - coros en «Autorretrato» y «Tema tributo».
- Antonio Ferroni - coros en «Siete acordes».[1]